# Alois Pražák
Alois Pražák (ur. 21 lutego 1820 w m. Uherské Hradiště, zm. 30 stycznia 1901 w Wiedniu) – baron, minister austriacki.
Studiował prawo w Ołomuńcu; w 1848 obrany do sejmu morawskiego był sprawozdawcą komisji do ograniczenia podatków, co uczyniło go w kraju popularnym; w parlamencie państwowym należał do prawicy słowiańskiej. W roku 1849 osiadł jako adwokat w Brnie, a w życiu publicznym wziął znowu udział w 1861 r. jako poseł do sejmu krajowego, w 1863 do rady państwa. Jako przywódca umiarkowanego stronnictwa czeskiego w gabinecie Taaffego objął stanowisko ministra bez teki, a w 1881 został ministrem sprawiedliwości. Był przeciwnikiem germanizacji. Rozporządzeniami o języku narodowym przyczynił się do wyzwolenia języka czeskiego spod przewagi niemczyzny. Ustąpił z gabinetu w 1888 r. i pozostał ministrem bez teki. W 1892 r. podał się do dymisji, następnie został mianowany członkiem izby panów.
Otrzymał honorowe obywatelstwo Jasła.